# Erdélyi református püspökök listája
Az alábbi lista az Erdélyi református egyházkerület püspökeit sorolja fel, tisztségviselésük időrendi sorrendjében.
| Név                                                                                | Szolgálati idő | Megjegyzés |
| ---------------------------------------------------------------------------------- | -------------- | ---------- |
| Dávid Ferenc                                                                       | 1564–1576      |            |
| Sándor András                                                                      | 1577–1579      |            |
| Göcsi Máté                                                                         | 1580–1585      |            |
| Toronyai Máté                                                                      | 1586–1599      |            |
| Ungvári János                                                                      | 1599–1601      |            |
| Kecskeméti Balázs                                                                  | 1601–1603      |            |
| Tasnádi Ruber Mihály                                                               | 1605–1618      |            |
| Keserüi Dajka János                                                                | 1618–1633      |            |
| Geleji Katona István                                                               | 1633–1649      |            |
| Csulai György                                                                      | 1650–1660      |            |
| Veresmarti Gáspár                                                                  | 1660–1668      |            |
| Kovásznai Péter                                                                    | 1668–1673      |            |
| Tiszabecsi Nagy Gáspár                                                             | 1673–1679      |            |
| Tofeus Mihály                                                                      | 1679–1684      |            |
| Horti István                                                                       | 1684–1689      |            |
| Veszprémi István                                                                   | 1690–1713      |            |
| Kolozsvári István                                                                  | 1713–1717      |            |
| Soós Ferenc                                                                        | 1717–1720      |            |
| Vásárhelyi Molnár István                                                           | 1720–1728      |            |
| Bonyhai Simon György                                                               | 1728–1737      |            |
| Szigeti Gyula István                                                               | 1737–1740      |            |
| Deáki Filep József                                                                 | 1740–1748      |            |
| Pelsőczi Kovács János                                                              | 1748–1749      |            |
| Borosnyai Lukács János                                                             | 1749–1760      |            |
| Szathmári Pap Zsigmond                                                             | 1760           |            |
| Verestói György                                                                    | 1760–1765      |            |
| Zágoni Aranka György                                                               | 1765–1767      |            |
| Dési Lázár György                                                                  | 1767–1773      |            |
| Csernátoni Vajda Péter                                                             | 1773–1782      |            |
| Eperjesi Zsigmond                                                                  | 1782–1793      |            |
| Keresztes Máté                                                                     | 1794–1795      |            |
| Abacs János                                                                        | 1796–1815      |            |
| Bodola János                                                                       | 1815–1836      |            |
| Antal János                                                                        | 1836–1854      |            |
| Bodola Sámuel                                                                      | 1854–1866      |            |
| Nagy Péter                                                                         | 1866–1884      |            |
| Szász Domokos                                                                      | 1885–1899      |            |
| Bartók György                                                                      | 1899–1907      |            |
| Kenessey Béla                                                                      | 1907–1918      |            |
| Nagy Károly                                                                        | 1918–1926      |            |
| Makkai Sándor                                                                      | 1926–1936      |            |
| Vásárhelyi János                                                                   | 1936–1960      |            |
| 1960–1962 között Dávid Gyula egyházkerületi főjegyző látta el a püspöki teendőket. |                |            |
| Nagy Gyula                                                                         | 1962–1990      |            |
| Csiha Kálmán                                                                       | 1990–2000      |            |
| Pap Géza                                                                           | 2000–2012      |            |
| Kató Béla                                                                          | 2012–2024      |            |
| Kolumbán Vilmos József                                                             | 2024           |            |